# Пылтсамаа
Пы́лтсамаа (эст. Põltsamaa), также Пы́льтсамаа, до 1917 года — Оберпален (нем. Oberpahlen, старорус. — Полчев) — город в уезде Йыгевамаа, Эстония. Административный центр волости Пылтсамаа.
До административно-территориальной реформы 2017 года являлся городским муниципалитетом и не входил в состав какой-либо волости.

## География
Расположен в центральной части страны на реке Пылтсамаа. Расстояние до Таллина — 127 км, до Тарту — 59 км, до уездного центра — города Йыгева — 30 км.

## Население
По данным переписи населения 2011 года в городе проживали 4188 человек, из них 4104 (98,0 %) — эстонцы. 
Численность населения города Пылтсамаа:
| Год  | 1881 | 1922  | 1934  | 1941  | 1959  | 1970  | 1979  | 1989  | 2000  | 2006  | 2011  | 2017  | 2019  | 2024* |
| ---- | ---- | ----- | ----- | ----- | ----- | ----- | ----- | ----- | ----- | ----- | ----- | ----- | ----- | ----- |
| Чел. | 708  | ↗2100 | ↗2609 | ↗3058 | ↗3667 | ↗4416 | ↗4893 | ↗5207 | ↘4849 | ↘4717 | ↘4188 | ↘4105 | ↘3981 | ↗4106 |

* По данным Департамента статистики по состоянию на 1 января.

## История
В XVI веке Пылтсамаа был столицей Ливонского Королевства и резиденцией герцога Магнуса.
В 1721 году по завершении Северной войны Оберпален вместе со всей Шведской Ливонией вошёл в состав Российской империи. С 1745 по 1920 годы — в Феллинском уезде Рижской (позднее Лифляндской) губернии.
В 1950—1962 годах город был центром Пыльтсамаского района.
Основная достопримечательность — Пылтсамааский замок (замок Оберпален).

## Известные личности
- Бобринский, Алексей Григорьевич — владелец замка Оберпален в 1794–1813 годах
- Паткуль, Рейнгольд Людвиг (1730–1801) — умер в Пылтсамаа
- Фик, Генрих фон — владелец замка Оберпален c 24 декабря 1720 г.

## Комментарии
1. ↑  Эстонские топонимы, оканчивающиеся на -а, не склоняются и не имеют женского рода (исключение — Нарва)[14].